# کیپورت (واشینگتن)
کیپورت (به انگلیسی: Keyport) یک منطقهٔ مسکونی در ایالات متحده آمریکا است که در شهرستان کیتساپ، واشینگتن واقع شده‌است. کیپورت ۵۵۴ نفر جمعیت دارد.